# Игровой персонаж
Игрово́й (игра́бельный) персона́ж — обозначение персонажа в компьютерных играх, который управляется человеком-игроком. Управление человеком отделяет игровые персонажи от неигровых (неиграбельных), управляемых игровым искусственным интеллектом. В подавляющем большинстве случаев игровой персонаж является главным героем игры.

## Количество игровых персонажей

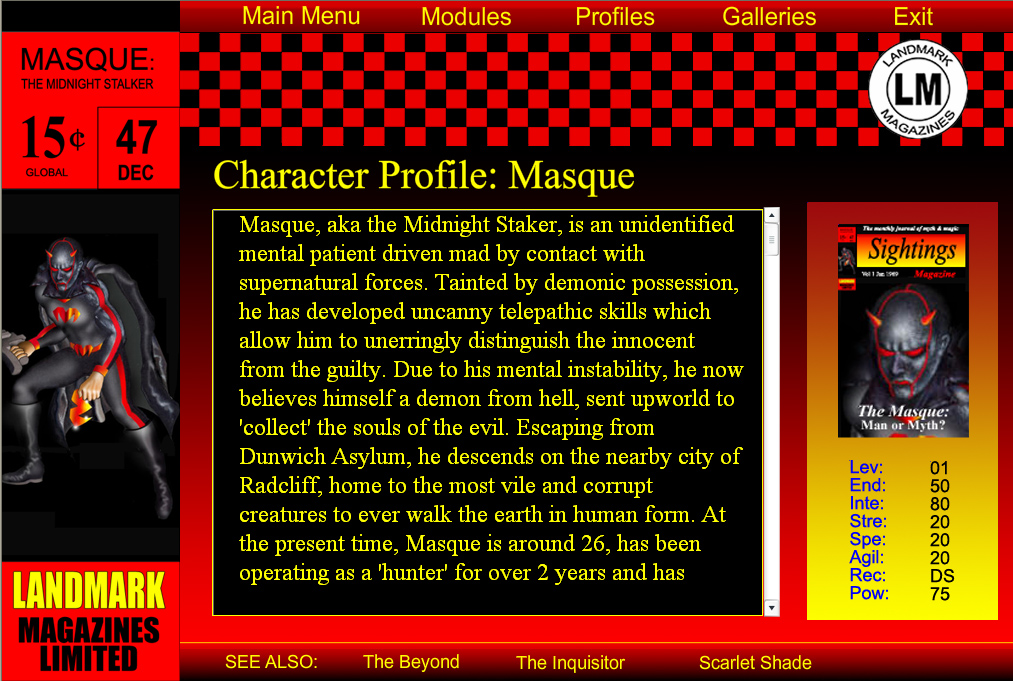
Пример профиля персонажа в онлайн-игре

В зависимости от жанра компьютерной игры игрок может управлять одним и более персонажами.
Большинство компьютерных игр с сильной сюжетной составляющей, ориентированные на однопользовательскую игру, предоставляют игроку лишь один игровой персонаж, который имеет заранее заданные способности, внешность, характер, поведение и отведённую ему сюжетную роль. К таким играм в основном относятся шутеры, ролевые игры и квесты. Игрок, как правило, управляет единственным игровым персонажем, который играет ключевую роль в сюжете игры, и «ведёт» его строго по заранее созданному сюжету и ситуациям.
Другие игры, наоборот, позволяют и даже заставляют игрока использовать множество персонажей. К таким играм относятся разнообразные файтинги и спортивные симуляторы. В файтингах каждый игровой персонаж имеет свои особенные характеристики и способности, которых нет у других персонажей. Задания, лежащие перед игроком, зачастую заставляют его пользоваться несколькими игровыми персонажами, выбирая их под каждую специфическую ситуацию.
Одним из основных отличительных элементов игр в жанре тактического шутера является командная работа: игрок управляет одним игровым персонажем, состоящим в команде других персонажей, управляемых компьютером. Несмотря на это, игрок может отдавать некоторые общие команды неигровым персонажам. К таким действиям зачастую относятся приказы двигаться к позиции, оборонять позицию, атаковать позицию, двигаться за игровым персонажем и проч. Типичным примером таких игр является серия SWAT.
В некоторых боевиках, включая тактические шутеры, игрок управляет одним персонажем и продвигается по игре вместе с отрядом управляемых компьютером персонажей. Однако игрок может в любой момент «покинуть» свой персонаж и взять контроль над каким-то другим персонажем своего отряда. Компьютер, соответственно, предоставит игроку возможность управлять этим персонажем и возьмёт под свой контроль тот персонаж, который был покинут игроком. К таким играм относятся некоторые игры серии Tom Clancy’s Ghost Recon и Clive Barker's Jericho.

## Персонификация игровых персонажей
Игровой персонаж может быть как полностью вымышленным, так и основываться на реальных личностях. В спортивных симуляторах, таких как симулятор бокса, футбола или хоккея, в большинстве случаев игровой персонаж имеет внешний вид реальных спортсменов. В играх с историческим сюжетом игровой персонаж может быть какой-то значимой исторической персоной. Например, в разных стратегиях игрок может управлять знаменитыми полководцами и государственными деятелями.
В играх других жанров чётко выраженного игрового персонажа вообще может не быть. В большинстве казуальных, аркадных и логических игр игровой персонаж, равно как и сюжет игры, отсутствуют вообще. Во многих стратегиях и симуляторах игровой персонаж обезличен: игрок просто управляет каким-либо транспортным средством (в случае симуляторов) или войсками на тактической карте (в случае стратегий) и не имеет какого-либо выраженного персонажа.
Вообще, очень часто уровень персонификации игрового персонажа связан с сюжетом игры: если в ней есть ярко выраженная сюжетная история, то и игровой персонаж также ярко выраженный. Далеко не всегда персонаж игрока является человеком — он может быть каким-либо фантастическим существом (как правило, в играх жанра фэнтези), роботом (как правило, в симуляторах меха), и т. д.
Во многих ролевых компьютерных играх игрок имеет один игровой персонаж, однако в начале игры он может его полностью настроить. В зависимости от сеттинга игры игрок может выбирать пол, расу, внешность, физические данные, одежду персонажа, настраивать многие параметры вплоть до мелочей.
Во многих шутерах и приключенческих играх, несмотря на то, что игровой персонаж играет центральную роль в сюжете, сам по себе он анонимен для игрока. В игре может не раскрываться история жизни персонажа, его взгляды и убеждения, отношение к окружающим и прочее. Зачастую игрок никогда не видит лица управляемого им персонажа (в играх от первого лица), а сам персонаж никогда не говорит (даже когда с ним общаются неигровые персонажи). Это обезличивание сделано для того, чтобы человек-игрок максимально вжился в роль персонажа. По замыслу создателей игры, игрок сам должен придумать жизненную историю, взгляды, внешность и лицо персонажа, сам мысленно «отвечать» на вопросы и предложения неигровых персонажей. Ярким примером такого персонажа является Гордон Фримен из серии игр Half-Life.